# Stora gölen (Askeryds socken, Småland)
Stora gölen är en sjö i Aneby kommun i Småland och ingår i Motala ströms huvudavrinningsområde.